# Pseudohadena halimi
Pseudohadena halimi là một loài bướm đêm trong họ Noctuidae.